# هند بنت ابن عامر الأسلمي
هند بنت ابن عامر الأسلمي شاعرة جاهلية، زوَّجت ابنتين لها واحدة في بني قشير وأخرى في بني أبي بكر بن كلاب. ورد ذكرها في كتاب بلاغات النساء لابن طيفور.

## شعرها
لها قصيدة على البحر الوافر: